# Пенелопа
Пенелопа или Пенелопея (на старогръцки: Πηνελοπεια), е героиня от „Одисея“ – една от двете велики епични поеми (заедно с Илиада, приписвани на Омир) на древногръцката литература. Дъщеря на Икарий (брат на царя на Спарта Тиндарей) и жена му Перибея.

## Име
Името ѝ е близко до гръцката дума за „патица“, но обикновено се разбира като комбинация на гръцките дума за „тъкан“ (πηνη) и „лице“ (ωψ) – много подходящо за изкусен тъкач, чиято мотивация е трудна за разшифроване и в съгласие с фабулата на произведението. Същевременно в някои легенди Пенелопа е представяна като майка на божеството Пан, с което също е възможно да е свързано името ѝ.

## Пенелопа и Одисей
Пенелопа е съпруга на главния герой в „Одисея“ – Одисей, цар на остров Итака. Според поемата той, след като напуска родината си, прекарва воювайки в Троянската война 10 години далеч от дом и съпруга, а после – опитвайки се бързо да се завърне – се лута из моретата още 10 години, преследван от гнева на бог Посейдон, когото е оскърбил. Накрая, с помощта на богиня Атина и на феаките, той се завръща на острова си, но сам – никой от дружината му не е оцелял – и в очакване на още много изпитания, защото страната му е обсебена от множество пришълци (главно местни царе и благородници), всеки от които се надява да получи ръката на „овдовялата“ му жена и царството му (врагът му Навплий разпространява слуха, че е загинал, а и той не се завръща дори и много след като повечето други вождове на ахейците вече са се завърнали от Троя).
Предрешен като овчар, а после и – (преобразен с магия) – под образа на немощен просяк Одисей се свързва с верни свои роби и се уверява, че докато го е нямало (общо 20 години – в това време той има връзки с вещицата Кирка и с нимфата Калипсо), жена му му е останала вярна и е отгледала добре сина им Телемах.
Ухажорите на Пенелопа са залъгвани от нея дълго време – първо с това, че още не е сигурна дали Одисей не е жив, а след това – с твърдението, че докато не изтъче погребален саван за своя свекър (Лаерт – бащата на Одисей) не може отново да встъпи в брак. Привидно тя усилено се труди над ръкоделието, но всъщност нощем разваля много от това, което вече е направила денем. Накрая е разкрита и заставена да обещае, че повече няма да отлага решението си, кой ще бъде следващият ѝ съпруг. Тя обявява, че счита за достоен да замести мъжа ѝ само човек, който може да стреля с лък, толкова добре колкото него. Одисей ѝ е оставил своя лък при раздялата, за да го предаде на сина им, ако Одисей не се върне, докато синът им възмъжее, както и ако тя се опита да си намери нов мъж. На устроеното по този повод състезание се стичат всички кандидати, без да подозират, че това всъщност е капан, скроен, за да бъдат избити. Всъщност никой не успява да се справи със задачата, а после сред тях изниква самият владетел (все още преструващ се на немощен старец), който успява. Одесей продължава да стреля, но вече по самите стъписани кандидати и, подпомогнат от Телемах и неколцина роби, с които е споделил намерението си, напълно изтребва както тях, така и онези от робините, които са им станали любовници.

## Пенелопа и Телегон
Пенелопа и Одисей отново се събират, но известно време след това Одисей загива (според „Телегония“) и впоследствие тя се жени за Телегон, от когото ражда Итал – епоним на Италия (според митологията до неговото заселването там e наричана Хесперия). Със същата страна е свързван и синът ѝ Телемах, посредством предполагаемия му син Латин.

## Външни връзки
- „Одисея“ на сайта  „Моята библиотека“